# Domenico Oliva (calciatore)
Domenico Oliva (Genova, 6 ottobre 1904 – ...) è stato un calciatore italiano, di ruolo attaccante o difensore.

## Carriera
Cresce nel Pro Marassi, club con il quale gioca nei campionati ULIC tra il 1922 ed il 1923.
Nel 1923 passa al Grifone Ausonia Genova che militava in Terza Divisione.
Nel 1925 viene ingaggiato dal Genoa, club con il quale esordisce in Prima Divisione il 27 giugno 1926 nella vittoria casalinga per 7-2 contro l'Alessandria.
Quella fu l'unica presenza in campionato di Oliva in rossoblu, poiché giocò solo un altro match con la casacca del Genoa, il 29 giugno 1927, nel quarto turno di Coppa Italia pareggiando contro la Pro Patria per 1 a 1.
Nel 1927 trovò ingaggio presso l'US Genovese, club che militava in Seconda Divisione ovvero il terzo livello del calcio italiano all'epoca.
L'anno dopo passa al Rapallo Ruentes, che disputa Prima Divisione, il secondo livello calcistico italiano. Il club ligure ottiene l'ottavo posto, ma retrocede in terza serie per la riforma dei campionati. In quella stagione scende in campo 26 volte, andando a rete in 9 occasioni.
Sino al 1934 rimane tra le file del club ruentino.
Dal 1935 gioca nella Sestrese, dove chiude la carriera nel 1939.